# Élections fédérales australiennes de 1949
Des élections législatives et sénatoriales fédérales se tiennent le 10 décembre 1949 en Australie afin de renouveler les 121 sièges de la Chambre des représentants et 42 des 60 sièges du Sénat.
Ces élections sont remportées par la coalition entre le parti des Libéraux et le parti Country, dirigé par Robert Menzies, contre le parti travailliste, mené par Ben Chifley.
C'est la deuxième fois que Menzies est Premier ministre, son premier mandat s'étant terminé en 1941.